# Norrmalm
Norrmalm er den mest centrale bydel i Stockholm. Bydelen havde 7.322 indbyggere i 2004. Navnet anvendes dog også om et bydelsområde, der også omfatter andre bydele. Indbyggertallet her er ca. 62.000. Nedre Norrmalm udgør Stockholms City, mens Övre Norrmalm i højere grad er et beboelsesområde. 
Navnet Norrmalm er nævnt første gang i 1288. I 1602 blev byen uafhængig og havde egen borgmester og administration – dengang var navnet Norra Förstaden. Allerede i 1635 blev bydelen dog indlemmet i Stockholm igen. I 1950'erne og 1960'erne gennemgik bydelen en større forvandling, Norrmalms totalfornyelse. I dag udgør området byens forretningscentrum. 
- Hamngatan i Norrmalm.
- Centralpalatset, huser nu miljøministeriet.
- Skulptur af Gun Gordillo på Norrmalm.

59°20′N 18°4′Ø / 59.333°N 18.067°Ø